# Školka s míčem
Školka s míčem je soubor několika her určených pro děti pro rozvoj jejich schopností ovládání míče pomocí rukou či nohou. Hry s odrazem míče v českém území vznikaly až po roce 1945, kdy byly k dostání míče s odrazem (gumové).

## Házená školka
Je určena malým dětem, které již zvládly házení a chytání míče. Formou hry je tato schopnost dále rozvíjena.  Pravidla hry nejsou ustálena. Pořadí ve hře lze určit jedním z dětských rozpočítávadel. Lze házet o podlahu, zem, stěnu, či bez odrazu a do výcviku zařazovat obtížnější prvky. Některé druhy školek s míčem jsou známy od 19. století z Ruska i Polska.

## Varianty hry
Je známo mnoho desítek různých variant hry. Některé může hrát souběžně několik dětí. Mají různý počet kol (cviků).

### Bez odrazů o zem či zeď
- 5× vyhodit do výšky a chytit míč
- 4× vyhodit míč, tlesknout a míč chytit
- 3× míč vyhodit, udělat rukama mlýnek a míč chytit
- 2× míč vyhodit jednou rukou, chytit oběma
- 1× míč vyhodit i chytit jednou rukou[5]

### Házení o podlahu i zeď
- 10× hoď obouruč míč na stěnu a odražený chyť, aniž by dopadl na zem
- 9× hoď na zeď, nech jednou odrazit i od podlahy a chyť
- 8× hoď na zeď, tleskni před tělem a míč chyť
- 7× hoď na zeď, tleskni za i před tělem a míč před dopadem chyť
- 6× hoď na zeď pravou rukou a pravou ho i zachyť
- 5× totéž levou
- 4× hoď o zem pod pravou nohou a obouručně chyť
- 3× totéž pod levou nohou
- 2× hoď o zeď otočen zády, otočit ke stěně a chytit
- 1× hoď o zeď, otočit se o 360 stupňů a chytit před dopadem

## Školka různých sportů
Školky vyvinuté pro výcvik driblování, ovládání míče rukama či nohama mají metodicky vyvinuté v různých sportovních odvětvích, např. fotbalisté takto trénují (a děti soutěží) v odrazech míče levou i pravou rohou, kolenem, hlavou.[zdroj?]